# المحصل فانتوم
المحصل فانتومThe PhantomTollbooth هي رواية مغامرات خيالية للأطفال كتبها نورتون جاستر ، مع رسوم توضيحية لجولز فايفر ، نُشرت لأول مرة في عام 1961. تتبع القصة صبيًا صغيرًا يشعر بالملل يُدعى ميلو يتلقى بشكل غير متوقع كشكًا سحريًا للجباية ينقله إلى مملكة الحكمة التي كانت مزدهرة، ولكنها الآن مضطربة. جنبا إلى جنب مع كلب اسمه توك ومعهم الهراء، يذهب ميلو في مهمة بحثية عن القلعة في الهواء بحثًا عن أميرات المملكة المنفيتين، وهما قافية و منطق. بينما يتعلم ميلو دروسًا قيمة، يجد حب التعلم في قصة مليئة بالتورية والتلاعب بالألفاظ، مثل استكشاف المعاني الحرفية للتعابير الاصطلاحية.
حصل جاستر على منحة مؤسسة فورد لكتاب أطفال عن المدن في عام 1958. ثم تلكأ في هذا المشروع، ولجأ إلى كتابة ما أصبح كتابه الأول فانتوم المحصل. اهتم شريكه في المنزل، فايفر وهو رسام كاريكاتير بالمشروع. اشترى جيسون إبستين، المحرر في راندوم هاوس، الكتاب ونشره. تلقت الرواية تقييمات رائعة وبيعت منها حتى عام 2021 ما يقرب من خمسة ملايين نسخة، أكثر بكثير مما كان متوقعًا. حولت إلى فيلم وأوبرا ومسرحية وترجمت إلى العديد من اللغات.
على الرغم من أن الكتاب يمثل قصة مغامرة، إلا أن الموضوع الرئيسي هو الحاجة إلى حب التعليم؛ من خلالها، يطبق ميلو ما تعلمه في المدرسة، ويتقدم في تطوره الشخصي، ويتعلم حب الحياة التي كانت تشعره بالملل في السابق. قارن النقاد جاذبيتها بجاذبية فيلم لويس كارول "مغامرات أليس في بلاد العجائب" و "ساحر أوز الرائع" لفرانك بوم . بالإضافة إلى ذلك، يقتبس موريس سينداك، في مقدمته بعنوان "تقدير" المضمنة في طبعات الكتاب منذ عام 1996، أحد النقاد على أنه يقارن فانتوم الجابي بتقدم بونيان رحلة الحاج: "نظرًا لأن تقديمها معني بإيقاظ الروح البطيئة، أما فانتوم المحصل فتهتم بإيقاظ العقل الكسول".

## الحبكة
ميلو فتى ضجره العالم من حوله. كل نشاط يبدو مضيعة للوقت. يصل إلى المنزل من يوم ممل آخر في المدرسة ليجد حزمة غريبة. من بين محتوياتها كشك صغير للجباية وخريطة "الأراضي ما وراءها" توضح مملكة الحكمة (والتي ستوجه القارئ أيضًا من مكانه على أوراق نهاية الكتاب). مرفق بالعلبة ملاحظة "لميلو ، الذي لديه متسع من الوقت". بعد أن حذره من علامة مضمنة لتضع وجهته في الاعتبار، قرر الذهاب إلى دستنوبولس دون تفكير كبير، على افتراض أن هذه لعبة تخيلية تُلعب على أرضية غرفته. ناور عبر كشك رسوم المرور في سيارته الكهربائية ليجد نفسه على الفور يقود سيارته على طريق من الواضح أنه ليس في شقته في المدينة.
يبدأ ميلو بالتوقعات، وهو مكان ممتع يبدأ فيه طريق الحكمة. في التوقعات، يبحث عن الاتجاهات من الراوي المليء بالحديث المسترسل. بينما كان ميلو يقود سيارته، يحلم في أحلام اليقظة ويضيع في حالة حزن، مكان عديم اللون حيث لا يحدث شيء على الإطلاق. سرعان ما ينضم ميلو إلى السكان، اللاثغاريين، لقضاء الوقت هناك، وهي هواية توقفت بغضب بوصول توك، وهو كلب كبير الحجم يتكلم ولديه منبه على كل جانب ("كلب حراسة")، الذي يخبر ميلو بأنه فقط من خلال التفكير يستطيع الخروج من حالة الحزن. يضجّ رأسه بأفكار غير مألوفة، وسرعان ما يعود ميلو إلى طريقه، وينضم إليه توك في رحلته عبر الحكمة.
يسافر ميلو وتوك إلى دستنوبولس، واحدة من عاصمتين لمملكة الحكمة المنقسمة وموطن الملك عزاز غير المختلط. يلتقون بمسؤولي حكومة الملك أعزاز ويزورون سوق الكلمات، حيث تُباع الكلمات والحروف التي تمكّن العالم. معركة بين النحلة المفوهة و الهراء الصاخبة التي تكسر السوق، ويقبض على ميلو و توك من قبل الضابط شريف القصير جدًا. في السجن، يلتقي ميلو بضعف Macabre، الشخص غير الشرير الذي (يجب عدم الخلط بينه وبين الساحرة)، المسؤول منذ فترة طويلة عن الكلمات التي يجب استخدامها في الحكمة. يروي له كيف أن الحاكمين، الملك عزاز وأخيه، الرياضياتي، كان لهما شقيقتان صغيرتان بالتبني، هما القافية والمنطق، اللذان جاءهما الجميع لتسوية الخلافات. عاش الجميع في وئام حتى اختلف الحكام مع قرار الأميرات بأن الحروف (التي دافع عنها عزاز) والأرقام (دافع عنها عالم الرياضيات) لها نفس الأهمية. لقد قاموا بنفي الأميرات إلى قلعة في الهواء، ومنذ ذلك الحين، لم يكن للأرض أي قافية أو منطق.
ميلو وتوك يغادران الزنزانة. يستضيفهم الملك اعزاز في مأدبة حيث يأكل الضيوف حرفيا كلماتهم، التي تقدم لهم على أطباق. بعد الوجبة، سمح الملك عزاز لميلو وتوك بالدخول في مهمة خطيرة لإنقاذ الأميرات. قام عزاز بإغراء الهراء ليكون مرشدهم، وانطلق الصبي والكلب والحشرة إلى عاصمة الرياضيات دجتوبولس حيث يجب أن يحصلوا على موافقته قبل أن يتمكنوا من بدء بحثهم.
التقى الثلاثة بشخصيات على طول الطريق مثل أليس بنغز، وهو صبي صغير معلق في الهواء يرى من خلال الأشياء والذي سينمو حتى يصل إلى الأرض. ثم يلتقي أصغر عملاق في العالم، وأكبر قزم في العالم، وأنحف رجل سمين في العالم، وأكبر رجل نحيف في العالم، والذي تبين أنه مجرد رجل عادي. ثم يضيع ميلو الوقت في استبدال كروما العظيم ، قائد الأوركسترا الذي تخلق ألوان العالم.
ثم يقابلون مخلوقًا ذا اثني عشر جانبًا يسمى منتظم متعدد الوجوه، الذي يقودهم إلى دجتوبولس. يلتقون هناك بالرياضيات، الذي لا يزال غاضبًا من إعزاز والذي لن يبارك أي شيء يوافق عليه أخوه. يناوره ميلو ليقول إنه سيسمح لهما بالذهاب إذا تمكن الصبي من إظهار أن الاثنين اتفقا على أي شيء منذ الحكم على الأميرات. لصدمة معالج الأرقام، أثبت ميلو أن الاثنين اتفقا على عدم الاتفاق، وأبدى معالج الرياضيات موافقته على مضض.
يتصارع الرحالة في جبال الجهل مع الشياطين مثل تريفيوم الرهيب والعملاق الجيلاتيني. بعد التغلب على العقبات ومخاوفهم الخاصة، يصلون إلى القلعة في الهواء. ترحب الأميرتان بميلو وتوافقان على العودة إلى الحكمة. لعدم قدرتهم على دخول القلعة، قطعها الشياطين، وتركوها تنجرف بعيدًا، لكن ميلو يدرك أن توك يمكنه حملهم لأن "الوقت يطير". الشياطين تلاحقهم، لكن جيوش الحكمة تأتي وتصدهم. القافية والمنطق يشفيان الانقسامات في مملكة الحكمة القديمة، ويتصالح أعزاز والرياضيات، ويتمتعون جميعًا باحتفال لمدة ثلاثة أيام.
يودع ميلو هذا العالم ويقود عائدا عبر كشك الجباية. وفجأة عاد إلى غرفته، واكتشف أنه ذهب ساعة واحدة فقط، رغم أن رحلته بدت وكأنها استغرقت أسابيع. يستيقظ في اليوم التالي ويخطط للعودة إلى المملكة، لكنه يجد أن الكشك قد اختفى عندما يعود إلى المنزل من المدرسة. توجد ملاحظة بدلاً من ذلك، "لميلو ، الذي يعرف الطريق الآن." تشير الرسالة إلى أرسال الكشك إلى طفل آخر يحتاج إلى مساعدة في العثور على اتجاه في الحياة. يشعر ميلو بخيبة أمل إلى حد ما لكنه يوافق وينظر إلى عالم مثير للاهتمام الآن من حوله، ويخلص إلى أنه حتى لو وجد طريقًا للعودة، فقد لا يكون لديه وقت للذهاب، لأن هناك الكثير للقيام به في مكانه الصحيح.

## الكتابة
كان المهندس المعماري نورتون جاستر يعيش في مسقط رأسه في بروكلين، بعد ثلاث سنوات في البحرية. حصل على منحة قدرها 5000 دولار من مؤسسة فورد لكتابة كتاب للأطفال عن المدن في يونيو 1960. افترض جوستر بأن جيل طفرة المواليد سيتحمل مسؤولية المدن قريبًا، وعاش الكثيرون في الضواحي ولم يعرفوهم. وقال في عرضه إنه يريد "تحفيز الإدراك وتعزيزه- لمساعدة الأطفال على ملاحظة وتقدير العالم المرئي من حولهم- للمساعدة في إثارة اهتمامهم وتشكيل اهتمامهم ببيئة سيعيدون تشكيلها في النهاية." بداية بحماس كبير ، توقف مع الكثير من الملاحظات والتقدم القليل جدًا. أخذ عطلة نهاية الأسبوع مع الأصدقاء في Fire Island ، وعاد مصممًا على ترك كتاب المدن جانبًا والبحث عن الإلهام في مشروع كتابي آخر.
شعر جستر بالذنب بسبب افتقاره إلى التقدم في كتاب المدن مما قاده إلى كتابة أجزاء من القصص عن صبي صغير يُدعى ميلو ، بدأ في تطويرها إلى كتاب. استقال جوستر من وظيفته حتى يتمكن من العمل على الكتاب. أطلق خياله من صبي اقترب منه في الشارع وناقش معه طبيعة اللانهاية، أراد جاستر إنهاء قصة "الصبي الذي طرح الكثير من الأسئلة" قبل العودة إلى كتاب المدن. شارك جوستر منزله في بروكلين هايتس مع رسام الكاريكاتير جولز فايفر الذي كانت غرفة نومه بالأسفل مباشرة، وكان بإمكانه سماعه وهو ينطلق في الليل. تفاجأ فايفر عندما علم أن أرق صديقه لم يكن بسبب كتاب المدن، ولكن بسبب كتاب عن صبي. أطلع جستر فايفر على المسودة، وبدأ الفنان، تلقائيًا في رسم الرسوم التوضيحية. عرف فايفر جودي شفتيل، التي عقدت صفقات في تجارة النشر وكانت خطيبته. حصلت شيفتل على جيسون إبستين، محرر مبتكر في راندوم هاوس وهو مقدر عميق لأدب الأطفال، للموافقة على مراجعة المخطوطة. اعتبر البعض في راندوم هاوس أن مفردات الكتاب صعبة للغاية، في ذلك الوقت، نصح المعلمون بعدم احتواء أدب الأطفال على كلمات لا يعرفها الجمهور المستهدف بالفعل، خوفًا من أن يثبط غير المألوف المتعلمين الصغار. اشترى إبستين الكتاب بناءً على سبعة فصول من المخطوطة، بالإضافة إلى مخطط من ثلاث صفحات لبقية القصة.
إذا أراد فايفر أن يأكل، فعليه أن يقوم بالرسومات، نظرًا لأن جوستر هو الطاهي لزملائه في المنزل. سرعان ما أدرك فايفر أن الكتاب يتطلب رسومًا توضيحية بنفس الجودة التي ابتكرها جون تينيل لمغامرات أليس في بلاد العجائب للويس كارول وعلى الرغم من كونه فنانًا معروفًا على المستوى الوطني، فقد شكك في كفاءته في تحقيق ذات الجودة في النص. يعتبر فايفر أن الرسم التوضيحي الواسع الانتشار للشياطين في نهاية الكتاب ناجح وواحد من الأشياء المفضلة لديه. إنه يختلف عن أسلوبه المعتاد (الذي يتضمن خلفية بيضاء)، وبدلاً من ذلك يستخدم رسومات غوستاف دوريه كمصدر إلهام.
أصبحت لعبة، حيث حاول فايفر رسم الأشياء بالطريقة التي يريدها، وحاول جوستر وصف الأشياء التي كان من المستحيل رسمها. وشملت هذه النماذج الثلاثية لللتسوية - واحد قصير وبدين، وآخر طويل ونحيف، والثالث تمامًا مثل الأولين. حصل فايفر على انتقامه من خلال تصوير المؤلف على أنه رجل يرتدي سترة.
أدت التعديلات المتكررة إلى تغيير اسم بطل الرواية (في الأصل توني)، وإزالة والديه تمامًا من الكتاب، وحذف النص الذي يحاول وصف كيفية تسليم حزمة الكشك. وحذف عمر ميلو من النص- جعلته المسودات المبكرة يبلغ من العمر ثمانية أو تسعة أعوام - كما قرر جاستر عدم ذكر ذلك، خشية أن يقرر القراء المحتملون أنهم أكبر سنًا من أن يهتموا به.

## ثيمات
نظرًا لأنه لم يكلف أحد عناء شرح أهمية التعلم لميلو ، فإنه يعتبر المدرسة أكبر مضيعة للوقت في حياته. قصد جوستر أن يتحدث الكتاب عن أهمية تعلم حب التعلم. طرق التدريس التي قد تحمل الأطفال، عن طريق الحفظ على سبيل المثال، يستهزأ بها في الكتاب، كما في حالة النحلة المفوهة. مثل النحلة، فإن إهانة الهراء لزملائه والحشرة تتجاوز رأس ميلو ، ولكن ربما لا تذهب إلى رأس القارئ: "اهتمام الوضيع بتكوين الكلمات هو علامة على عقل مفلس." وفقًا لماري ليستون في مقالتها الدورية حول القانون في العوالم الخيالية، "يهتم المحصل فانتوم بالاختلاف بين التعليم والحكمة والعمليات التي تؤدي إلى توليف كليهما، وذلك لتشجيع موقف المشاركة واليقظة، والمسؤولية داخل فرد يزداد استقلاله".
موضوع آخر هو الحاجة إلى الفطرة السليمة لدعم القواعد. يسافر ميلو عبر أرض فقد فيها فن الحكم، وهي بلا قافية أو منطق، مما أدى إلى نتائج غريبة. يلتقي ميلو مرارًا وتكرارًا مع الشخصيات التي تعتبر الكلمات بالنسبة لها أكثر أهمية من معناها. إن ما إذا كان الرجل، على الرغم من كل حديثه، غير قادر على تزويد ميلو بالمعلومات أو التوجيه الذي يريده الصبي، في حين أن تحقيق الضابط شريفت في انقلاب سوق الكلمات يحتوي على أشكال القانون، دون عدالة. المقيمون حول ديجيتوبوليس أفضل قليلاً؛ الثنائى الوجوه ذات الاثني عشر وجهًا، التي سميت على حقيقتها، تقلب منطق تسميته رأسًا على عقب عندما سأل عما إذا كان كل شخص له وجه واحد يسمى ميلو. المواقف التي أظهرها الآن أتباع كلا الأخوين يلخصها ذو الاثني عشر وجهاً، "طالما أن الإجابة صحيحة، فمن يهتم إذا كان السؤال خاطئًا؟"
ينما يكافح ميلو مع الكلمات ويبدأ عملية جعل نفسه سيدها، فإنه يواجه أيضًا صعوبة في معرفة الأرقام، خاصةً عندما يتحدث مع الطفل رقم 58، الذي يشكل مع والديه وشقيقين (لا يلتقيهم ميلو) متوسطًا عائلة.
واجهت ميلو صعوبات في المدرسة في الرياضيات وحل المشكلات؛ كان رد فعله على هذا اللقاء هو الاحتجاج على أن المتوسطات ليست حقيقية. ينير الطفل الجزئي ميلو إلى أن هناك جمالًا في الرياضيات يتجاوز الملل من تعلم مجموعة لا حصر لها من القواعد، "أحد أجمل الأشياء في الرياضيات، أو أي شيء آخر قد تهتم بتعلمه، هو أن العديد من الأشياء التي لا يمكن أن تكون أبدًا، غالبًا ". في وقت متأخر من الكتاب، تنصح الأميرة منطق ميلو ، الذي ينتظره الكثير من التعلم، حتى لا تثبط عزيمته بسبب تعقيده، "يجب ألا تشعر أبدًا بالسوء حيال ارتكاب الأخطاء.. طالما أنك تتحمل عناء التعلم منهم. لأنك غالبًا ما تتعلم من خلال كونك مخطئًا للأسباب الصحيحة أكثر مما تفعل من كونك على صواب للأسباب الخاطئة ". ميلو ، "غالبًا ما تتعلم الطريق إلى القافية والمنطق من خلال الأخطاء الصحيحة."
على الرغم من أن ميلو يشعر بالملل من التعلم، فإن هذا لا يعني أنه لم يكن يعرف شيئًا قبل رحلته. إنه يُظهر سمات طفل متعلم جيدًا في عصره؛ كان حديثه مهذبًا ومليئًا بكلمة "من فضلك" و "شكرًا"، وعندما يصادف الطفل الجزئي بشكل غير متوقع، يطلب العفو عن التحديق. يمكنه أن يعد إلى ألف، على الرغم من أن براعته في طرح الموضوع في حضور الملك عزاز الكاره للأرقام ليست الأفضل. واضعًا في اعتباره نصح والدته بتناول طعام خفيف عندما يأمر أحد الضيوف بتناول وجبة خفيفة في المأدبة، فقط ليجد النوادل يجلبون أشعة ضوئية غير جوهرية. غير مدرك أنه سيُطلب منه أن يأكل كلماته، ثم يبدأ بداية معقولة في خطاب قبل أن يقاطعه الملك. يعرض المحصل فانتوم نمو ميلو. كتب ليونارد إس ماركوس في ملاحظاته على نسخته المشروحة أن الصبي يتعلم التفكير في المجمل، متعهداً بعد قفزه غير المقصود إلى الاستنتاجات بأنه لن يتخذ قراره مرة أخرى دون سبب وجيه. لا يقبل ميلو كلمة شيطان النفاق بأنه يشكل تهديدًا ويكافأ عندما يعلم أنه ليس كذلك. للحظة فقط، يستطيع ميلو أن يطفو في الهواء بجانب أليك بينغز ويرى الأشياء من المنظور الذي سيكون لديه كشخص بالغ، مما يسمح للقارئ الشاب بالتفكير في ما سيكون عليه فعل الشيء نفسه. وفقًا لـ إصغاء، فإن ميلو "يحول نفسه من لاثارجاريان غير مفكر ومتوافق إلى شاب بالغ يتمتع بوعي أكبر ، وإحساس أقوى بالذات، ومجموعة من المسؤوليات المكتشفة حديثًا".
على الرغم من فوز ميلو ورفاقه باليوم، إلا أنه انتصار عظيم ولكنه ليس دائمًا، حيث يسمع أن الإخوة الملكيين بدأوا في الجدال مرة أخرى عند مغادرته. كتب جوستر أنه كان ينوي إخراج ميلو من هناك في أسرع وقت ممكن، وأنه "يجب كسب المعركة مرارًا وتكرارًا".
تعلم رحلة ميلو عبر الأراضي الواقعة خلف كشك الرسوم الطفل الذي كان يشعر بالملل سابقًا أن يقدر الرحلة والوجهة. هذا درس لم يتعلمه مواطنو الحكمة، كما يتضح من المصير الموصوف لمدينتي الواقع والأوهام. على الرغم من أن مدينة الأوهام لم تكن موجودة في الواقع، فقد ضاع الواقع حيث ركز سكانها على الوصول إلى وجهتهم في أسرع وقت ممكن، وبدون تقدير، تلاشت المدينة بعيدًا، دون أن يلاحظها أحد من قبل الناس المزدحمين الذين ما زالوا يسارعون على طول شوارعها السابقة. يواجه ميلو محاكماته بتعريف نفسه على أنه مختلف عن سكان المملكة، الذين إما يطلبون الامتثال أو يقبلونه، كما تفرضه قوانين المملكة، والتي تثبط (وحتى الخارج عن القانون) الفكر. لا يستطيع ميلو قبول مثل هذه القوانين، بدءًا من التفكير في حالة ركود، وبالتالي ينتهك قانونًا محليًا ويفصل نفسه عن السكان الطائشين. رأى ليستون أنه نظرًا لأن قوانين مملكة الحكمة "تتطلب المستحيل، فإنها تتعارض مع ما يعنيه أن تكون إنسانًا بالكامل".

## التأثيرات والمقارنات
يحتوي المحصل فانتوم على تلميحات للعديد من الأعمال، بما في ذلك تلك التي أحبها جستر في نشأته. كانت بعض كتب جستر المفضلة عندما كان طفلاً، بما في ذلك الريح في الصفصاف، تحتوي على خرائط أوراق ختامية؛ أصر جستر على شيء واحد، على معارضة فايفر ، ذهب إلى حد رسم رسم واحد وطلب من معاونه إعادة إنتاجه بأسلوبه الخاص. استوحى جستر أيضًا من حب والده صموئيل للتورية، والذي تم رش الكتاب به أكثر من مرة.
قضى جستر في طفولته الكثير من الوقت في الاستماع إلى الراديو. وفقًا لـ جستر ، فإن الحاجة إلى تصور الإجراء عند الاستماع إلى المسلسلات الإذاعية ساعدت في إلهام المحصل فانتوم، فضلاً عن إنتاج شخصية Tock ، بناءً على الصاحب جم فايرفيلد من جاك أرمنستون، الأمريكي بالكامل. أعطى جيم توك حكمته وشجاعته وروح المغامرة. عندما كان طفلاً، كان جاستر يعاني من الحس المواكب، ولا يمكنه إجراء العمليات الحسابية إلا من خلال الربط بين الأرقام والألوان. لقد تذكر أن الحالة أثرت على ارتباطات الكلمات." أحد الأشياء التي كنت أفعلها دائمًا هو التفكير حرفيًا عندما أسمع الكلمات. في [المسلسل الإذاعي] الحارس الوحيد، كانوا يقولون، "ها قد جاء إنجون!" وكانت لدي دائمًا صورة للمحركات ومحركات القطارات."
تنبع بعض الأحداث الواردة في الكتاب من ماضي جوستر نفسه. في دجتوبوليس، منجم الأرقام، حيث تم حفر الأرقام الشبيهة بالأحجار الكريمة، ذكر أحد أساتذة الهندسة المعمارية لجوستر في جامعة بنسلفانيا، الذي قارن الأرقام والمعادلات بالجواهر. كانت أفلام ماركس براذرز عنصرًا أساسيًا لجستر عندما كان طفلاً وكان والده يقتبس مقاطع طويلة من الأفلام.  ألهم هذا سلسلة لا تنتهي من التورية المستقيمة التي تملأ الكتاب.
نشأ في منزل يهودي أمريكي حيث طالب الوالدان بإنجاز عالٍ، كان جاستر على دراية تامة بطموحاتهم، على الرغم من أن العديد من آمال والديه في حالته تركزت على أخيه الأكبر، النجم الأكاديمي. كان تريفم الرهيب، الشيطان حسن المظهر، المهذب الذي يضع الباحثين في مهام طائشة، طريقة جاستر لتمثيل ميله الخاص لتجنب ما يجب أن يفعله لصالح مهنة أكثر ملاءمة، مثل تهربه من مشروع المنحة لكتابة المحصل فانتوم. استفاد جستر من تجارب حياة فايفر أيضًا كان القول المأثور حول ما إذا كان الرجل "توقع كل شيء، أقول دائمًا، وما لم يحدث أبدًا" هو المقولة المفضلة لدى والدة رسام الكاريكاتير.
لم يكن جاستر قد قرأ مغامرات أليس في بلاد العجائب عندما كتب المحصل فانتوم، لكن الكتابين، كل منهما عن طفل يشعر بالملل غرق في عالم من المنطق السخيف، قورن بشكل متكرر. وفقًا لدانييل هان في مقالته عام 2012 عن كتاب جوستر ، "من الواضح أن أليس هي أقرب أقرباء ميلو الأدبيين". تتذكر محادثة ميلو مع `` ما إذا كان الرجل ''، والتي لم تجعله أكثر استيعابًا مما كانت عليه عندما جاء، تتذكر محادثة أليس مع قطة شيشاير . أسئلة السلطة (شيء موجود في كل مكان للطفل) والعدالة من خلال كلا الكتابين. ردد الضابط شريفت صدى العدالة التعسفية لملكة القلوب، وإن كان بأقل قدر من العنف. حكام أليس، الذين يمثلون شخصيات السلطة في حياة الطفولة الفيكتورية، يحكمون بشكل مطلق (ولكن ليس بالضرورة بشكل فعال)؛ طفل في عالم ما بعد الحرب العالمية الثانية، يسافر ميلو عبر عالم أكثر بيروقراطية. سعيه هادف أكثر بكثير من الرحلة المحبطة التي تمر بها أليس، والنتيجة مختلفة أيضًا - ميلو يستعيد مملكته بينما تقلب أليس مملكتها. يتركنا كارول غير متأكدين مما إذا كانت أليس قد تعلمت أي شيء من مغامراتها، لكن جاستر يوضح أن ميلو قد اكتسب الأدوات التي سيحتاجها ليجد طريقه في الحياة. 

## النشر والاستقبال
نشرت المحصل فانتوم في سبتمبر 1961. ومن بين الكتب الجديدة التي تنافسها على عقول وقلوب الأطفال رولد دال رولد دال والخوخ العملاق. كان القوس البرونزي، الذي عُيين في العصور التوراتية، متاحًا حديثًا، وسيحقق ل إليزابيث جورج سبير جائزة نيوبيري الثانية لها في ثلاث سنوات. لم يتوقع أي ناشر أو مؤلف أول مرة هذا العدد من الميعات لـ المحصل فانتوم، لكن جوستر أصيب بخيبة أمل مع ذلك لعدم العثور على عمله على أرفف المتاجر. قامت والدته، ميني، بدورها، كما قال ابنها، "بتهديد" أصحاب المكتبات لعرضه.
يقول جوستر إن الكتاب أنقذ من القائمة الطويلة عندما كتبت إميلي ماكسويل مراجعة قوية له في صحيفة نيويوركر . كتب ماكسويل، "بما أن كتاب رحلة الحاج يهتم بإيقاظ الروح البطيئة، فإن المحصل فامتوم يهتم بإيقاظ العقل الكسول." لقد كانت بعيدة كل البعد عن القطعة المميزة الوحيدة. راجعتها مؤلفة الأطفال آن ماكغفرن لصحيفة نيويورك تايمز، حيث كتبت "إن الخيال المذهل لـ نورتن جستر لديه شيء رائع لأي شخص يبلغ من العمر بما يكفي للاستمتاع بالحكمة المجازية لـ آلس في بلاد العجائب والنزوة المدببة لـ ساحر أوز العجيب ". كتب جون كروسبي لصحيفة نيويورك هيرالد تربيون ، "في عالم يبدو أحيانًا أنه قد جن جنونه، من المنعش أن نتوقف قليلاً ونفكر للحظة في كتاب للأطفال يحتوي على شخصية تدعى Faintly Macabre ، the not-so-. اسم الكتاب هو المحصل فانتوم وقد كتبه قزم ملتحي يُدعى نورتن جستر ورسمه جولس فيفر، وهو أذكى الشباب المجانين ". كانت المعارضة هي نشرة مركز كتب الأطفال، التي في مارس 1962 قيمت الكتاب "خيالًا مكثفًا وواسعًا، مثقلًا بالابتكار والنزوات".
نشر الكتاب في بريطانيا في عام 1962. كتب سيريول هيو جونز في ملحق التايمز الأدبي،" المحصل فانتوم هو شيء يبدو أن كل شخص بالغ على يقين أنه سيتحول إلى أليس حديثًا.. التخمين الواضح هو أن جاذبية هذا النوع من الكتابة موجهة فقط إلى نوع البالغين الذين يستمدون متعة متنامية تمامًا من إعادة قراءة أليس بانتظام. كما قد يتوقع المرء، إن عمل جول فايفر يتضح من خلال الصور المفضلة لدى كل بالغ والتي تشبه داخل الأطفال الساحر الحزين، عمل جول فايفر. "  راجعتها جينيفر بورديلون لـ The Listener ، "هذه قصة رحلة خيالية، كأنها رحلة الحاج لطفل صغير في سيارته . . بالكاد يعتقد المرء أنها سيكون لها جاذبية مثيرة للغاية، لكن الفكاهة اللفظية الرائعة والشخصيات الغريبة والرائعة (Dodecahedron ، Watchdog ، Faintly Macabre) تضفي تلك البهجة النادرة، كتاب للآباء ويمكن للأطفال المشاركة." وصلت أستراليا في عام 1963؛ اعتبر مراجع كانبرا تايمز ، JEB ، أنه كتاب لا يُنسى، مما جعل القراء يقتبسون منه ويتصفحون صفحاته مرة أخرى. 

## طبعات وتعديلات
أرسل جستر نسخة من الكتاب بعد النشر إلى مؤسسة فورد فاونديشن، مع شرح لكيفية تحول الكتاب المتوقع عن المدن إلى المحصل فانتوم . لم يسمع أي رد منهم أبدًا، وتعلم بعد سنوات أنهم سعداء بتغير الأحداث. بعد أن حقق الكتاب نجاحًا غير متوقع، وجد جستر نفسه يجيب على رسائل من القراء الصغار وعدد قليل من الآباء. وجد أن الأطفال يفهمون التلاعب بالألفاظ في مختلف الأعمار ، وسمع أيضًا من طالب جامعي صدفة. كتب بعض الطلاب مرة ثانية بعد انقطاع دام سنوات "وسيتحدثون معي عادةً عن كتاب مختلف تمامًا. لكن الآن لديهم الكثير من الكلمات بشكل صحيح. المزيد من النوع الممتع من المراجع المجنونة ". لقد علم أيضًا أن القراء قادرون على أكثر مما كان ينوي، كما في حالة الرسالة التي أرسلها خبير الرياضيات إلى الملك اعزاز. يتكون بالكامل من أرقام، افترض بعض القراء أنه رمز وشرعوا في كسره، فقط لمناشدة جستر للحصول على المساعدة عندما لا ينجحون. لم يكن القصد من الأرقام أن يكون لها أي معنى، وكان من المفترض أن توضح أن رسالة خبير الرياضيات لا يمكن أن تكون مفهومة من قبل اعزاز أو مستشاريه.